# Photinus pyralis
Photinus pyralis — светлячок рода Photinus, самый распространённый вид светлячков Северной Америки.
Самцы летают по характерной зигзагообразной траектории и светятся на подъёме. Свечение используется для привлечения самок, которые отвечают определённой вспышкой с особой задержкой.
Интересно, что самки другого рода светлячков Photuris используют вспышки самцов Photinus для того, чтобы обнаруживать их с целью поедания. Было обнаружено, что при этом самки получают с поеданием жертвы особые стероиды люцибуфагины, отпугивающие пауков.
Светлячки этого вида явились основным источником получения люциферазы, фермента, широко использующегося в биологической практике.